# Делта (Колорадо)
Вижте пояснителната страница за други значения на Делта.
Делта (на английски: Delta) е град в окръг Делта, щата Колорадо, САЩ. Делта е с население от 6400 жители (2000) и обща площ от 14,3 km². Намира се на 1486 m надморска височина. ЗИП кодът му е 81416, а телефонният му код е 970.